# William Allport Leighton
William Allport Leighton (ur. 17 maja 1805 w Shrewsbury, zm. 28 lutego 1889 tamże) – angielski duchowny, botanik i mykolog.

## Życiorys
Był jedynym synem Williama i Lucy Marii Leightonów. Urodził się w hotelu Talbot w Shrewsbury. Uczęszczał do szkoły w rezydencji Unitarian Manse na Claremont Hill w Shrewsbury razem z Karolem Darwinem, który zachęcił go do zainteresowania się roślinami. Później uczył się w Wolverhampton Grammar School, a w 1822 został przydzielony do pracy u radcy prawnego w Shrewsbury. Po śmierci ojca porzucił jednak studiowanie prawa i postanowił zostać duchownym. W 1833 r. uzyskał licencjat w St John's College w Cambridge. Po powrocie do rodzinnego miasta odroczył jednak święcenia kapłańskie w celu opracowania flory Shropshire. Dopiero w 1843 r. został wyświęcony na diakona i objął obowiązki duchownego w Shrewsbury. Jako duchowny pozostawał tu na posadzie tylko do 1848 r., kiedy to zrezygnował z posady proboszcza w kościele św. Idziego i zajął się całkowicie botaniką.
W 1827 r. ożenił się z Catherine, najmłodszą córką Davida Parkesa, antykwariusza z Shrewsbury. Miał z nią jednego syna i dwie córki. Po śmierci żony ożenił się powtórnie. Z drugą żoną miał jednego syna.
Leighton cierpiał na chorobę oczu powodującą pogarszanie się wzroku. Wkrótce po 1879 roku musiał z tego względu zrezygnować z pracy naukowej. Zgromadzoną kolekcję botaniczną ofiarował Kew Gardens. Zmarł w Lucifelde w Shrewsbury, w dniu 28 lutego 1889 r. w wieku osiemdziesięciu trzech lat i został pochowany na cmentarzu Shrewsbury General na pobliskim Longden Road.

## Praca naukowa
W 1841 roku opublikował dzieło Flora of Shropshire z rycinami ilustrującymi niektóre rośliny. Następnie zaczął pracować nad roślinami zarodnikowymi, a w 1851 wydawnictwo Ray Society opublikowało jego pracę o porostach. Od tego czasu Leighton szeroko publikował w literaturze na temat porostów. W 1871 r. wyszło jego główne dzieło  Lichen Flora of Great Britain (Porosty Wielkiej Brytanii). Przez wiele lat był redaktorem Transactions of Shropshire Archaeological Society.
Przy nazwach naukowych utworzonych przez niego taksonów dodawany jest skrót jego nazwiska Leight.